# Tân Hưng Tây
Tân Hưng Tây là một xã thuộc huyện Phú Tân, tỉnh Cà Mau, Việt Nam.

## Địa lý
Xã Tân Hưng Tây có vị trí địa lý:
- Phía đông giáp xã Việt Thắng
- Phía tây giáp xã Tân Hải
- Phía nam giáp xã Rạch Chèo
- Phía bắc giáp xã Phú Tân và xã Phú Thuận.

Xã Tân Hưng Tây có diện tích 42,34 km², dân số năm 2022 là 14.961 người, mật độ dân số đạt 353 người/km².
Hệ thống sông ngòi chằn chịt, nhưng hiện nay cơ sở hạn tầng về đường bộ được đầu tư nên rất thuận tiện để trao đổi mua bán.

## Hành chính
Xã Tân Hưng Tây được chia thành 7 ấp: Cái Bát, Hưng Hiệp, Kiến Vàng, Quảng Phú, Tân Phú Thành, Thứ Vải A, Thứ Vải B.

## Lịch sử
Ngày 29 tháng 12 năm 1978, Hội đồng Chính phủ ban hành Quyết định số 326-CP về việc chuyển xã Việt Khái và xã Tân Hưng Tây thuộc huyện Cái Nước về huyện Phú Tân mới thành lập quản lý.
Ngày 25 tháng 7 năm 1979, Hội đồng Chính phủ ban hành Quyết định số 275-CP về việc:
- Chia xã Việt Khái thành 3 xã: Việt Khái, Việt Hùng và Việt Thắng.
- Chia xã Tân Hưng Tây thành xã Tân Hưng Tây và xã Tân Hải.

Ngày 28 tháng 3 năm 1983, Hội đồng Bộ trưởng ban hành Quyết định số 23-HĐBT về việc:
- Chia xã Việt Khái thành 3 xã: Việt Khái, Việt Dũng và Việt Cường.
- Chia xã Tân Hải thành xã Tân Hải và xã Tân Nghiệp.

Ngày 17 tháng 5 năm 1984, Hội đồng Bộ trưởng ban hành Quyết định 75-HĐBT về việc:
- Sáp nhập huyện Phú Tân vào huyện Cái Nước.
- Đổi tên xã Việt Khái thuộc huyện Phú Tân thành xã Nguyễn Việt Khái thuộc huyện Cái Nước.
- Các xã Nguyễn Việt Khái, Việt Dũng, Việt Cường, Tân Hưng Tây, Tân Hải thuộc huyện Cái Nước.

Ngày 14 tháng 2 năm 1987 của Hội đồng Bộ trưởng ban hành Quyết định số 33B-HĐBT về việc:
- Sáp nhập xã Việt Dũng vào xã Việt Khái.
- Sáp nhập xã Việt Cường vào xã Việt Hùng; tách một phần dân số và diện tích của xã Việt Hùng để sáp nhập vào xã Việt Thắng.

Xã Việt Khái có 3.968 hécta đất và 9.687 nhân khẩu.
Xã Việt Hùng có 1.742 hécta đất và 5.140 nhân khẩu.
Ngày 2 tháng 2 năm 1991, Ban Tổ chức Chính phủ ban hành Quyết định số 51/QĐ-TCCP về việc:
- Thành xã Tân Hưng Tây mới trên cơ sở xã Việt Hùng và xã Việt Khái.
- Thành lập xã Nguyễn Việt Khái trên cơ sở xã Tân Hải và xã Tân Hưng Tây cũ.

Ngày 6 tháng 11 năm 1996, Quốc hội ban hành Nghị quyết về việc chia tỉnh Minh Hải thành hai tỉnh là tỉnh Bạc Liêu và tỉnh Cà Mau. Khi đó, xã Tân Hưng Tây thuộc huyện Cái Nước, tỉnh Cà Mau.
Ngày 17 tháng 11 năm 2003, Chính phủ ban hành Nghị định số 138/2003/NĐ-CP về việc chuyển xã Tân Hưng Tây thuộc huyện Cái Nước về huyện Phú Tân mới tái lập quản lý.
Ngày 23 tháng 11 năm 2004, Chính phủ ban hành Nghị định số 192/2004/NĐ-CP về việc thành lập xã Rạch Chèo trên cơ sở 4.450 ha diện tích tự nhiên và 9.998 người của xã Tân Hưng Tây.
Sau khi điều chỉnh địa giới hành chính, xã Tân Hưng Tây còn lại 3.953 ha diện tích tự nhiên và 11.426 nhân khẩu.

## Giao thông
Giao thông nông thôn từ trung tâm xã đến các ấp đã được xây dựng theo tiêu chí nông thôn mới với hơn 50 km. Từ trung tâm xã có đường ô tô nối liền tuyến tỉnh lộ 986 từ huyện Cái Nước đến huyện Phú Tân (lộ cấp 6) với chiều dài 4 km.